# Carina-Maria Rief
Carina-Maria Rief (* 25. Februar 1981 in Ehenbichl) ist eine aus Österreich stammende Schauspielerin und Sprecherin.

## Leben
Carina-Maria Rief besuchte das Gymnasium in Reutte. Nach der erfolgreichen Matura zog sie für ein Jahr nach München, um dort eine Ausbildung zur Ayurvedatherapeutin und Masseurin zu absolvieren.
2004 begann sie die Schauspielausbildung an der Arturo Schauspielschule Köln. Während ihrer Ausbildung debütierte sie 2006 in William Shakespeares Sommernachtstraum als Schnauz in der Orangerie im Volksgarten Köln.
2008 wurde sie festes Ensemblemitglied der Compagnie de Comédie Rostock, bei der sie unter anderem in Pierre Carlet de Marivauxs Die Sklaveninsel als Euphrosine zu sehen war. In Shakespeares Ende gut, alles gut übernahm sie sowohl die Rolle der Helena als auch die der Diana.
Rief war in zahlreichen Werbespots zu sehen.
Neben ihrer Tätigkeit als Schauspielerin arbeitet Rief als Hörbuchsprecherin, Moderatorin und gibt Schauspielworkshops für Kinder und Jugendliche. Sie gehört zum Kernteam des lokalen Fernsehsenders RE eins.
Sie engagiert sich seit Jahren im sozialen Bereich und unterstützt Kampagnen wie die Waris Dirie Foundation, Plan International oder die Kölner Freiwilligen Agentur. 2012 rief sie ein schulisches Bildungsprojekt ins Leben: „24 - Der lyrische Adventskalender“. Dieses Projekt wurde vom Ministerium für Schule und Weiterbildung des Landes Nordrhein-Westfalen ausgezeichnet.

## Film / TV
- 2015: Im Auge des Betrachters / Kurzfilm
- 2015: Lollipop / Kurzfilm
- 2014: Das Programm / Bavaria Fernsehproduktion ARD
- 2013: Alarm für Cobra 11 – Ohne Gewissen / Constantin Entertainment RTL DVD 0887654357496
- 2013: Helen Dorn / Network Movie ZDF
- 2013: Totenengel – Van Leeuwens zweiter Fall (Fernsehreihe)
- 2013: Planet Erde soll brennen / Fictional Story
- 2012: Alarm für Cobra 11 – Das Landei / Action Concept RTL DVD 0887654357298
- 2012: Comedy Adventskalender / Constantin Entertainment RTL
- 2012: Totenengel / Network Movie ZDF DVD 4052912472044
- 2012: Feuer und Flamme / SAE Abschlussfilm Mandy Karlowski
- 2011: Isolation / SAE Abschlussfilm Oliver Jay Rise
- 2011: Der Fall 7 / The Czopowski Artefact
- 2011: Slow Sex / Augenschein Filmproduktion DVD 9783942502146
- 2011: Keep the fire burning / Little Shark Entertainment
- 2011: Vergeiselt / MHMK Abschlussfilm Diana Kaiser
- 2011: Noch ’n Schuss Kaffee / 99fireFilmFestival
- 2010: Unhörbare Schreie / Millennium Movie
- 2010: Tod in Istanbul / Network Movie ZDF DVD 4052912261495
- 2009: X:enius Faszination Krimi / Arte
- 2008: Push! / CdeC
- 2007: You are a loser, Baby! / Shortcuts Kaya Berndt
- 2007: Children in his shadow / Artistic League
- 2005: Antigone / Disdanceproject

## Theater
- 2012: NachtLicht / Rolle: La Racounteuse / Regie: Madeleine Seither / Tourneetheater
- 2011: Himmel sehen / Rolle: Anna / Regie: Bettina Montazem / Theater Die Baustelle, Köln
- 2010/11: Der Diener zweier Herren / Rolle: Beatrice / Regie: Orhan Okan / Theater Hommage, Düsseldorf
- 2009/10/11: Honigmond / Rolle: Linda Rosenbaum / Regie: Markus Rührer /     VolXtheater, Essen[2]
- 2008: Rumpelstilzchen (Musiktheater) / Rolle: Marie, die Müllerstochter  / Regie: Manfred Gorr / Compagnie de Comédie, Rostock
- 2008: …und morgen die ganze Welt! / Rolle: Barbie / Regie: Lisa Augustinovski / Compagnie de Comédie, Rostock
- 2008: Loriots kleine Kostbarkeiten / Rolle: diverse / Regie: Christoph Gottschalch / Compagnie de Comédie, Rostock
- 2008: Die Sklaveninsel / Rolle: Euphrosine / Regie: Uta Kindermann / Compagnie de Comédie, Rostock
- 2008: Ende gut, Alles gut!, Rolle: Helena, Diana, Regie: Manfred Gorr, Compagnie de Comédie, Rostock
- 2007: Fritz-Kater-Tour / Rolle: Die Hitlerin / Regie: Oliver Krietsch-Matzura / Drama Köln, Köln
- 2007: Die Fraueninsel / Rolle: Lola / Regie: Dana Geissler / Arturo-Theater, Köln
- 2006: Ein Sommernachtstraum / Rolle: Schnauz / Regie: Thomas Ulrich / Orangerie im Volksgarten, Köln
- 2006: Extremeties / Rolle: Marjorie / Regie: Gregor Höppner / Arturo-Theater, Köln
- 2005: Erde als Kugel / Rolle: Ballerina, Eigenregie / Theater im Bauturm, Köln
- 2005: Die Nibelungen / Rolle: u. a. Hunnenchor / Regie: George Isherwood / N.N. Theater Neue Volksbühne, Köln
- 2005: Evel Pippi Langstrumpf / Rolle: Tante Prusselius / Regie: E. Clarke-Hasters / Theater im Bauturm, Köln

## Hörbuch
- 2014: Milla M. Kreft: Mops sei Dank